# أعمال الشمع (فلم)
أعمال الشمع (بالإنجليزيَّة: Waxworks) (بالألمانيَّة: Das Wachsfigurenkabinett) هو فيلم مختارات ألماني صامت عام 1924 من إخراج بول ليني. ترتبط قصصها بخيط حبكة تدور أحداثه حول الكاتب (ويليام ديترل) الذي يقبل وظيفة من صاحب مصنع الشمع لكتابة سلسلة قصص عن قصص هارُون الرَّشيد (إميل جانينجز) وإيفان الرَّهيب (كونراد فيدت ) وجاك السَّفَّاح (فيرنر كراوس) من أجل تعزيز الأعمال التجارية.

## القصة
يدخل شاعر شاب مجهول (ديترل) إلى متحف الشمع حيث يعمل المالك بصحبة ابنته إيفا (أولغا بيلاجيف). يستأجر المالك الشاعر لكتابة قصة خلفية لنماذجه الشمعية لهارُون الرَّشيد (جانينغز)، وإيفان الرهيب (فيدت)، وجاك السفاح (كراوس) من أجل جذب الجمهور إلى المتحف. ومع ابنته إلى جانبه، لاحظ الشاعر اختفاء ذراع هارون الرشيد، فكتب قصة تتضمن الذراع المفقودة.

### هارون الرشيد
يرى الشاعر نفسه في قصته كخباز فطائر الأسد، حيث يعيش مع زوجته ميمونة (التي تلعب دورها أولغا بيلاجيف) بجوار جدران القصر الذي يعيش فيه الخليفة هارون الرشيد مباشرة. يظهر الدخان المتصاعد من مخبز الأسد حيث يغطي واجهة القصر، ويتسبب بخسارة الرشيد مباراة شطرنج، مما يدفعه إلى المطالبة برأس الخباز. يرسل وزيره الأعظم للعثور على الرجل الأسد، لكنه أثناء قيامه بذلك يجد زوجة الأسد المسحورة بها. وبعد أن ينبهر بجمالها ويأسرها أيضًا بمكانته بين الملوك، يعود ليخبر الرشيد أنه ليس لديه رأس الخباز بل شيء أفضل – فأخبره عن زوجة الخباز. ثم قرر الرشيد الخروج تلك الليلة متخفيا وزيارة الجميلة. عندما يسرق بعيدًا عن قلعته، يشهد الحاكم مشاجرة بين الأسد الغيور وميمون، اللذين يبدو أنهما غير راضين عن حياتهما المليئة بالفقر. ثم يقول الأسد إنه سوف يسرق خاتم الراشد لحل مشاكلهم.
وفي أثناء زيارة الرشيد للمخبز في تلك الليلة، تسلل الأسد إلى القصر لسرقة خاتم التمني من إصبع الرشيد عن طريق قطع ذراعه (تبين لاحقًا أنه مجرد تمثال شمعي). تم رصده من قبل حراس القصر ومطاردته إلى أسطح المنازل حيث يهرب. في هذه الأثناء، وبدون علمه، يتواجد الرشيد الحقيقي في منزل الأسد ويحاول إقناع زوجته. يقوم الأسد العائد باختراق المنزل المغلق بالقوة، بينما يخفي ميمون الرشيد في فرن الخبز. يندفع الحراس لاعتقال الأسد بتهمة الهجوم على القصر، لكن زوجة الأسد تستخدم خاتم التمني لتتمنى أن يخرج الرشيد دون أن يصاب بأذى، وهو يخرج سرًا من الفرن. ثم تتمنى أن يتم تسمية الأسد الخباز الرسمي للرشيد. تم تحقيق رغبتها وأصبح الزوجان تحت حماية الخليفة. (40 دقيقة)

### إيفان الرهيب
في الحلقة الثانية التي عولجت بطريقة أبطأ وأكثر كآبة، تتناول قيصر روسيا، إيفان الرهيب، الذي وصفه الشاعر بأنه حوَّل "المدن إلى مقابر". يستمتع القيصر برؤية ضحاياه يموتون بعد تسميمهم. يكتب "خلاط السموم" الخاص بإيفان اسم الضحية على ساعة زجاجية، وبمجرد تسممهم، ينقلب الزجاج، ويموت الرجل تمامًا كما تتساقط آخر الرمال. خلاط السموم، الذي أشفق على أحد الضحايا، اختاره إيفان باعتباره الشخص التالي الذي سيتم تسميمه. ولكن، غير مرئي، يكتب خلاط السموم "ZAR IWAN" على الساعة الرملية التالية.
وكان من المفترض أن يحضر إيفان حفل زفاف ابن أحد النبلاء؛ بجنون العظمة من أنه مستهدف، يرتدي النبيل مثله، ويقود الزلاجة إلى حفل الزفاف. هناك، قُتل النبيل بسهم، وأصيبت ابنته (إيفا) وعريسها (الشاعر) بالصدمة عندما تولى إيفان احتفالاتهم، وفي النهاية هرب معها واحتجز العريس في غرفة التعذيب الخاصة به. في ليلة الزفاف، سمع إيفان أنه قد تم تسميمه، وأسرع إلى غرفة التعذيب ليعكس مصيره عن طريق قلب الساعة الرملية؛ فهو يفعل ذلك مرارًا وتكرارًا، ويقول العنوان الأخير إن إيفان "أصبح مجنونًا وقلب الزجاج مرارًا وتكرارًا حتى نهاية أيامه". (37 دقيقة)

### جاك السفاح
بعد أن أنهى الشاعر القصتين الأخيرتين، يستيقظ ليجد أن النموذج الشمعي لجاك السفاح قد عاد إلى الحياة (تم تغيير اسم الشخصية إلى اسم شخصية الأسطورة الحضرية الفيكتورية جاك ذو الكعب الربيعي في المطبوعات البريطانية لتمرير القصة). المجلس البريطاني لرقابة الأفلام، الذي شعر بالإشارة إلى هجوم قاتل جماعي حقيقي وتصويره). وقد طارد جاك كلاً من الشاعر وابنة صاحب مصنع الشمع. يهرب الشاعر والفتاة لكنهما يجدان أنهما لا يستطيعان الهروب من جاك عبر قاعات المتحف المظلمة والملتوية. عندما يقترب جاك بما فيه الكفاية، تظهر نسخ متعددة منه، وعندما تبدأ سكينته في القطع، فإن ذلك يدفع الشاعر إلى الاستيقاظ ليدرك أن التجربة الأخيرة كانت حلمًا. (6 دقائق)

## البطولة
- إميل جانينغز في دور الخليفة العبَّاسي هارون الرشيد حسب روايات ألف ليلة وليلة.
- كونراد فيدت بدور القيصر الرُّوسي إيفان الرهيب.
- فيرنر كراوس في دور جاك السفاح / جاك ذو الكعب الربيعي: يلعب كراوس دور الشخصيتين القاتلتين في الفيلم، ويُشار إليهما مرتين بأسماء مختلفة.
- ويليام ديترل في دور الشاعر / الأسد الخباز / نبيل روسي (بويار): يلعب ديترل أدوارًا مختلفة في الفيلم كشاعر: شخصيته تكتب نفسها في كل قصة من قصصه.
- جون جوتوت بصفته مالك الشمع
- أولغا بيلاجيف في دور عروس إيفا / ميمون / البويار.
- جورج يوحنا
- إرنست ليغال

## إنتاج
تم تصوير العمل السينمائي بين يونيو وسبتمبر 1923. كان من المقرر في البداية أن تتضمن قصة رابعة لرينالدو رينالديني بناءً على شخصية كريستيان أوغست فولبيوس. رواية. كان من المقرر أن يلعب الشخصية ويليام ديترل وسيتم تصويره على أنه بطل القصة. تم تعيين هذه التسلسلات ليتم تصويرها في الموقع في إيطاليا عام 1923.